# Sint-Hubertuskerk (Wegnez)

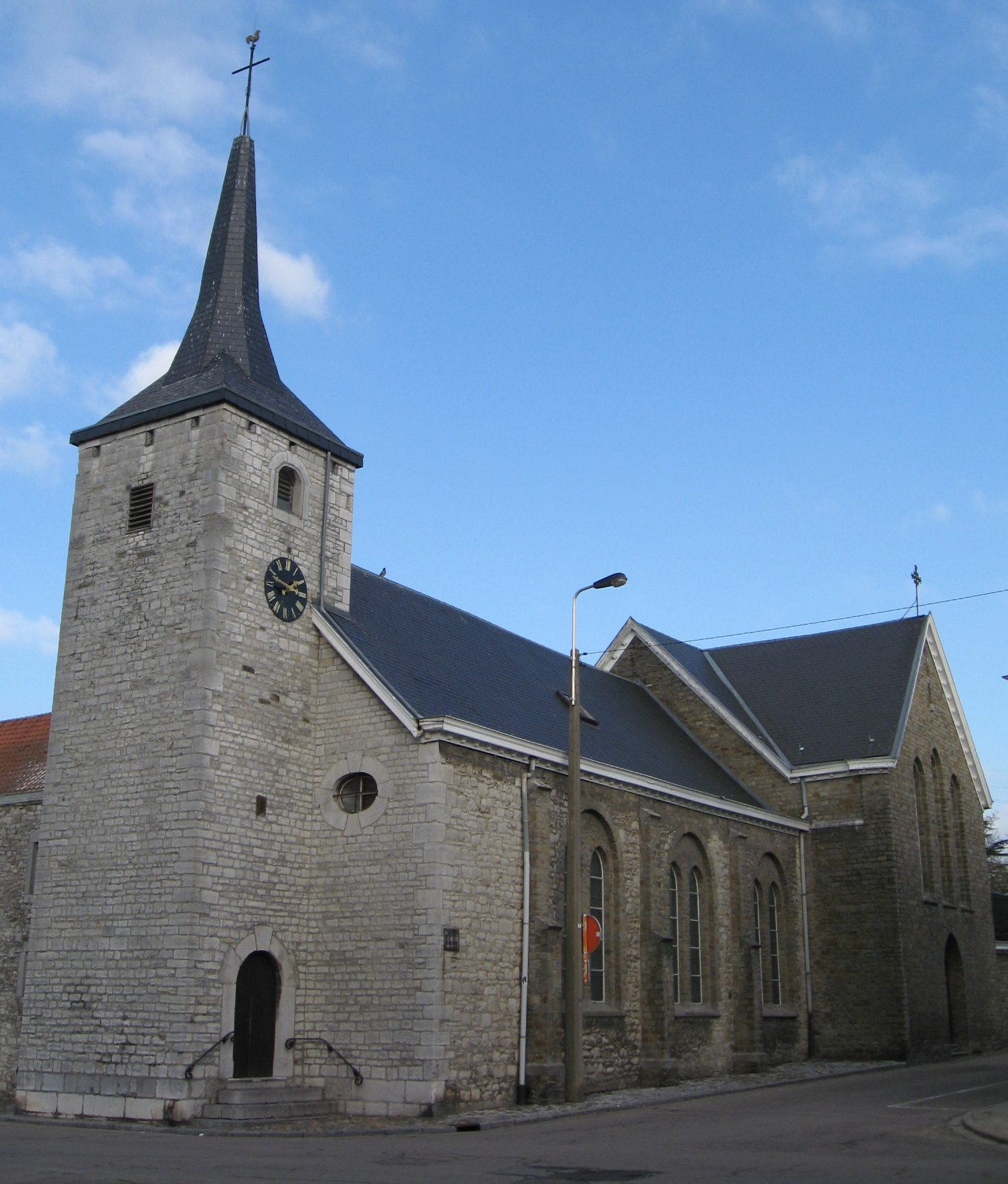
Sint-Hubertuskerk

De Sint-Hubertuskerk (Église Saint-Hubert) is de parochiekerk van de tot de Belgische gemeente Pepinster behorende plaats Wegnez, gelegen aan het Place Saint-Hubert.

## Geschiedenis
In 1513 werd een kapel gesticht die afhankelijk was van de Sint-Rochusparochie van Soiron. In 1771 werd de kapel, met uitzondering van het koor, herbouwd. In 1803 werd de kapel verheven tot bijkerk. In 1899 werd de huidige kerk gebouwd, waarbij slechts de toren en de westgevel van het schip, van de kerk van 1771 werd behouden. Deze delen zijn gebouwd in kalksteenblokken.  De torenspits is ingesnoerd en licht getordeerd.
De huidige kerk werd ontworpen door Roy, met name het transept en het vlak afgesloten koor.

## Interieur
Het noordelijke zijaltaar, de kruiswegstaties (door Hubert Follet), het doopvont en het koorgestoelte (laatste kwart van de 18e eeuw) zijn afkomstig van de Sint-Remacluskerk te Verviers. De kerk bezit 18e-eeuwse beelden van Sint-Hubertus en Sint-Severus. Ook is er een houten Mariabeeld van omstreeks 1700.